# Premio Golden Boy 2018
El Golden Boy 2018 fue la decimosexta edición del galardón entregado por el diario italiano Tuttosport al mejor jugador del fútbol europeo menor de 21 años en el 2018.
El 1 de octubre, Tuttosport dio a conocer los 40 nominados al premio.

## Golden Boy
Los 20 finalistas de la edición 2018 fueron:
| Pos. | Jugador                | Club (es)           | Puntos |
| 1    | Matthijs De Ligt       | Juventus            | 224    |
| 2    | Trent Alexander-Arnold | Liverpool F.C.      | 149    |
| 3    | Justin Kluivert        | A.S. Roma           | 101    |
| 4    | Patrick Cutrone        | A.C. Milan          | 97     |
| 5    | Vinícius Júnior        | Real Madrid         | 90     |
| 6    | Houssem Aouar          | Olympique de Lyon   | 44     |
| 7    | Gedson Fernandes       | S.L. Benfica        | 29     |
| 8    | Achraf Hakimi          | Borussia Dortmund   | 28     |
| 9    | Phil Foden             | Manchester City     | 26     |
| 10   | Dayot Upamecano        | RB Leipzig          | 22     |
| -    | Dani Olmo              | Dinamo Zagreb       | 22     |
| 12   | Amadou Haidara         | Red Bull Salzburgo  | 20     |
| 13   | Kylian Mbappé          | Paris Saint-Germain | 13     |
| 14   | Diogo Dalot            | Manchester United   | 11     |
| 15   | Éder Militão           | F.C. Oporto         | 10     |
| 16   | Ben Davies             | Everton F.C.        | 9      |
| 17   | Josip Brekalo          | VfL Wolfsburgo      | 7      |
| 18   | Odsonne Edouard        | Celtic F.C.         | 6      |
| 19   | Kelvin Amian           | Toulouse F. C.      | 1      |
| 20   | Jonathan Ikoné         | Lille O.S.C.        | 0      |
| ---- | ---------------------- | ------------------- | ------ |